# Adtranz
ADtranz era il nome della società nata nel 1996 dalla joint-venture fra ABB Daimler Benz Transportation e DaimlerChrysler Rail Systems.
Nato in un quadro di progressive fusioni che caratterizzò quel periodo, tale gruppo industriale fu infine venduto nel 2001 alla Bombardier, dando vita alla divisione Bombardier Transportation.

## Settori di attività
Ereditate le linee di produzione delle realtà fra loro incorporate, ADtranz si presentò come uno dei principali fornitori europei di veicoli ferroviari e tranviari, con un'offerta destinata sia alle lunghe distanze sia al trasporto regionale e metropolitano.
Fra i nomi commerciali con cui vennero proposti i rotabili figurano i marchi "Innovia" per le soluzioni di people mover, i tram "Incentro", "Movia", i treni regionali "Itino", quelli per il mercato nordico "Crusaris" e le locomotive "Octeon".
Fra le ordinazioni ereditate dalla precedente ABB Tecnomasio figurano le locomotive interoperabili E.412/EU43 e le loro unità derivate EU11 a corrente continua, nonché le unità FS E.464 in seguito divenute il parco di locomotive italiane più numeroso. Nel settore dei veicoli tranviari fra le produzioni più note figurano gli "Eurotram" destinati alle reti di Milano, Porto e Strasburgo.
Adtranz costruì anche, sia autonomamente sia in collaborazione con altre società, sistemi di trazione filoviari. Un modello di filobus che ebbe componenti elettroniche di trazione prodotte da Adtranz fu il CAM BusOtto.

## Storia

### Premesse

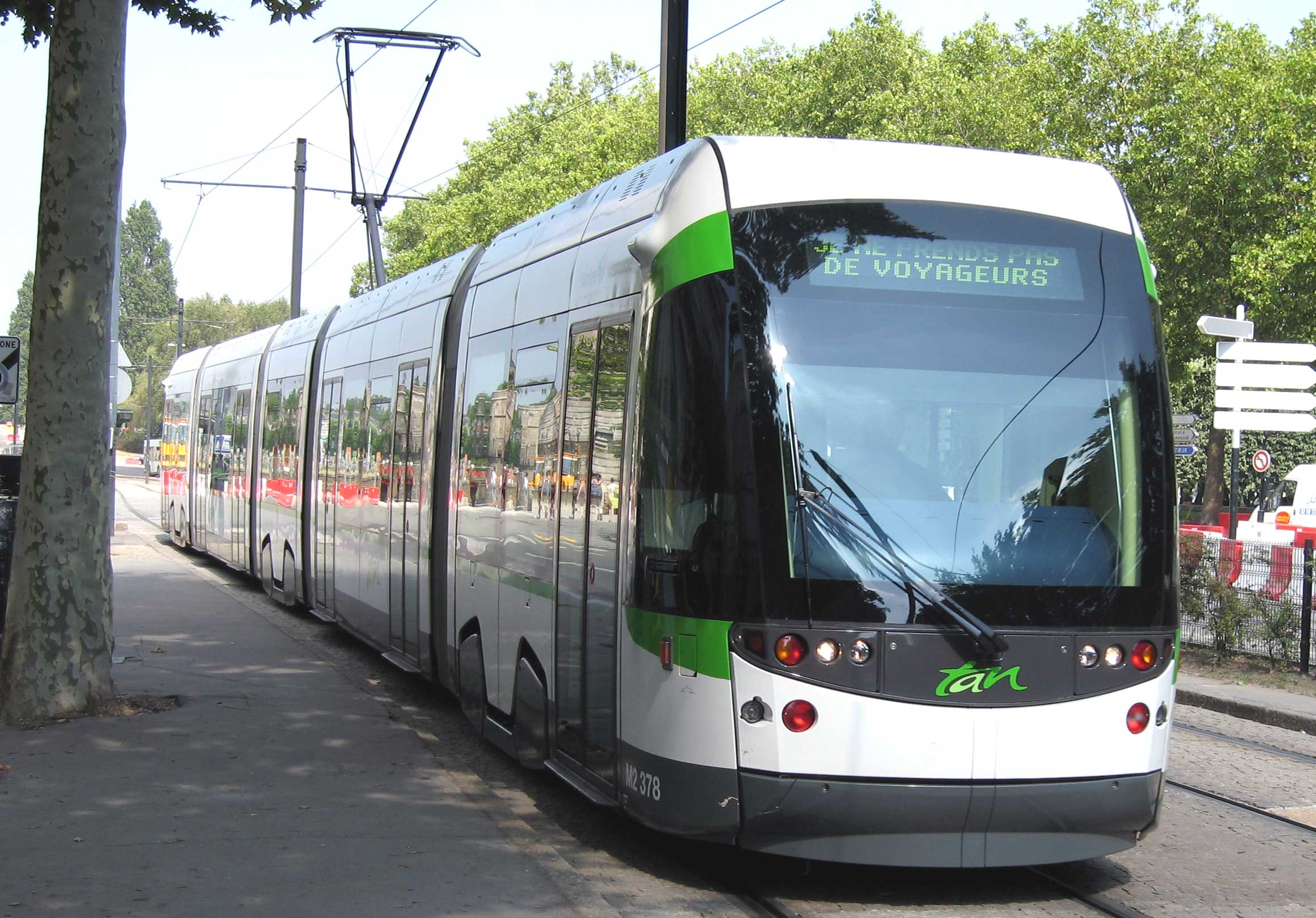
Tram Incentro a Nantes

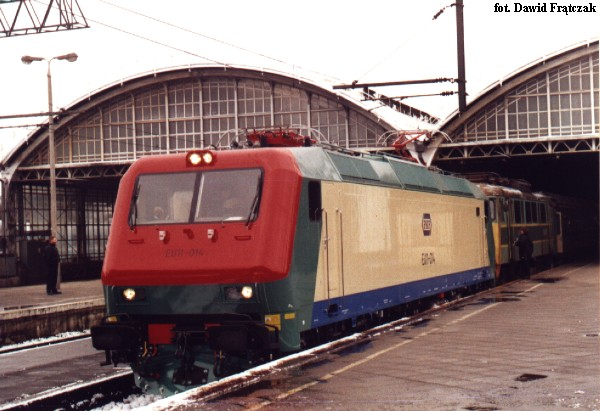
Locomotiva EU11-014

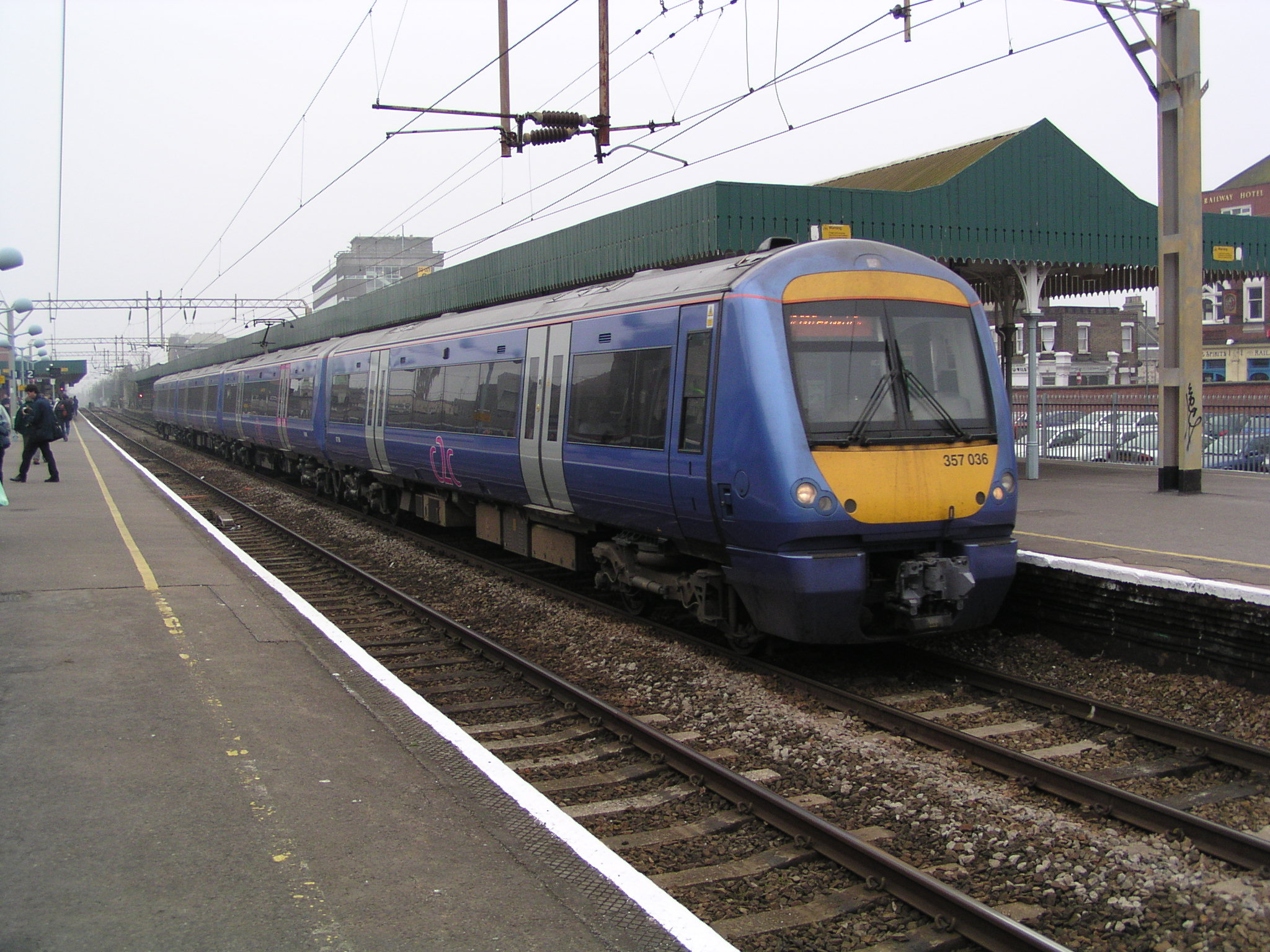
Treno class 357 a Londra centrale

La progressiva apertura dei mercati aveva portato, nell'ultimo decennio del XX secolo alla progressiva concentrazione di produttori che per aumentare la propria competitività miravano ad assumere dimensioni sovranazionali; in tale contesto la svizzera Brown, Boveri & Cie (BBC), che già nel 1967 aveva a sua volta acquisito la Maschinenfabrik Oerlikon, si fuse nel 1988 con la svedese Allmänna Svenska Elektriska Aktiebolaget (ASEA) e la tedesca Henschel & Sohn dando vita alla Asea Brown Boveri (ABB).
Più complesse le vicende dell'altro partner:  nel frattempo la divisione trasportistica della Daimler-Benz, fino al 1985 nota come AEG Aktiengesellschaft era stata suddivisa fra AEG Schienenfahrzeuge con sede a Hennigsdorf e AEG Bahnfahrwegsysteme. La AEG Schienenfahrzeuge nel 1992 diventò parte della AEG Westinghouse Transport-Systeme, della quale faceva parte la tedesca orientale LEW Hennigsdorf. La AEG Bahnfahrwegsysteme nel 1994 faceva parte della casa madre AEG Aktiengesellschaft.
La AEG Westinghouse Transport-Systeme, divisione ferroviaria della AEG Aktiengesellschaft, nel 1988 si fuse con la Westinghouse dando vita alla AEG Westinghouse Transport-Systeme. Impegnata principalmente nella fornitura di people mover, sistemi allora in corso di diffusione, nel 1990 tale azienda acquisì la divisione MAN Gutehoffnungshütte Schienenverkehrstechnik della MAN e nel 1993 la svizzera Von Roll.

### Costituzione di Adtranz
L'unione di ABB Verkehrssysteme e della divisione della Daimler-Benz allora a marchio AEG avvenne il 1º gennaio 1996 dando vita alla ABB Daimler Benz Transportation (Adtranz) che faceva capo alla holding Daimler-Benz.
Con 22.000 dipendenti in 40 Paesi, Adtranz divenne il più grande produttore al mondo di sistemi di trasporto ferrotranviari.
La direzione antitrust della Commissione europea sancì peraltro per la cessione della parte di AEG della Kiepe, che produceva sistemi di trasporto rapido di massa.
Contestualmente, nel 1996 Adtranz acquisì la Ingenieurgesellschaft für Verkehrsplanung und Verkehrssicherung (IVV) di Braunschweig, poi rinominata Adtranz Signal. Presidente della ADtranz fu nominato, nel 1998, Rolf Eckrodt.

### Smembramento e cessione
Nell'ambito del piano di razionalizzazione avviato dal gruppo, nel novembre 1999 venne ceduto lo stabilimento svizzero di Pratteln, rinato due anni dopo come Railcor.
Nel 1999 ABB abbandona Adtranz per tornare in maniera autonoma sul mercato dei sistemi ferroviari. Conseguentemente il 1º luglio 1999 Adtranz fu rinominata DaimlerChrysler Rail Systems, detenuta al 100% dalla Daimler AG. Il 4 agosto 2000, infine DaimlerChrysler cede Adtranz alla canadese Bombardier Transportation.
Il 3 aprile 2001 la Commissione Europea esaminò anche tale operazione decidendo nell'arco di un anno di scorporare la sede di Berlino-Pankow della Stadler Rail (Joint-Venture al 50%) e l'allora Balfour Beatty plc comprata dalla Balfour Beatty Rail GmbH.
Nel dicembre 2000 fu chiusa la fabbrica di Donauwörth, con 41 esuberi, sede che aveva 54 anni di storia come Waggon und Maschinenbau GmbH (WMD); la stessa venne in seguito acquisita dalla MBB che dal 1991 la destinò alla sola attività di progettazione.
A metà 2001 venne altresì chiusa la sede di Norimberga, presso la quale era terminata la costruzione dei convogli tedeschi 423/433 084.

## Dati aziendali

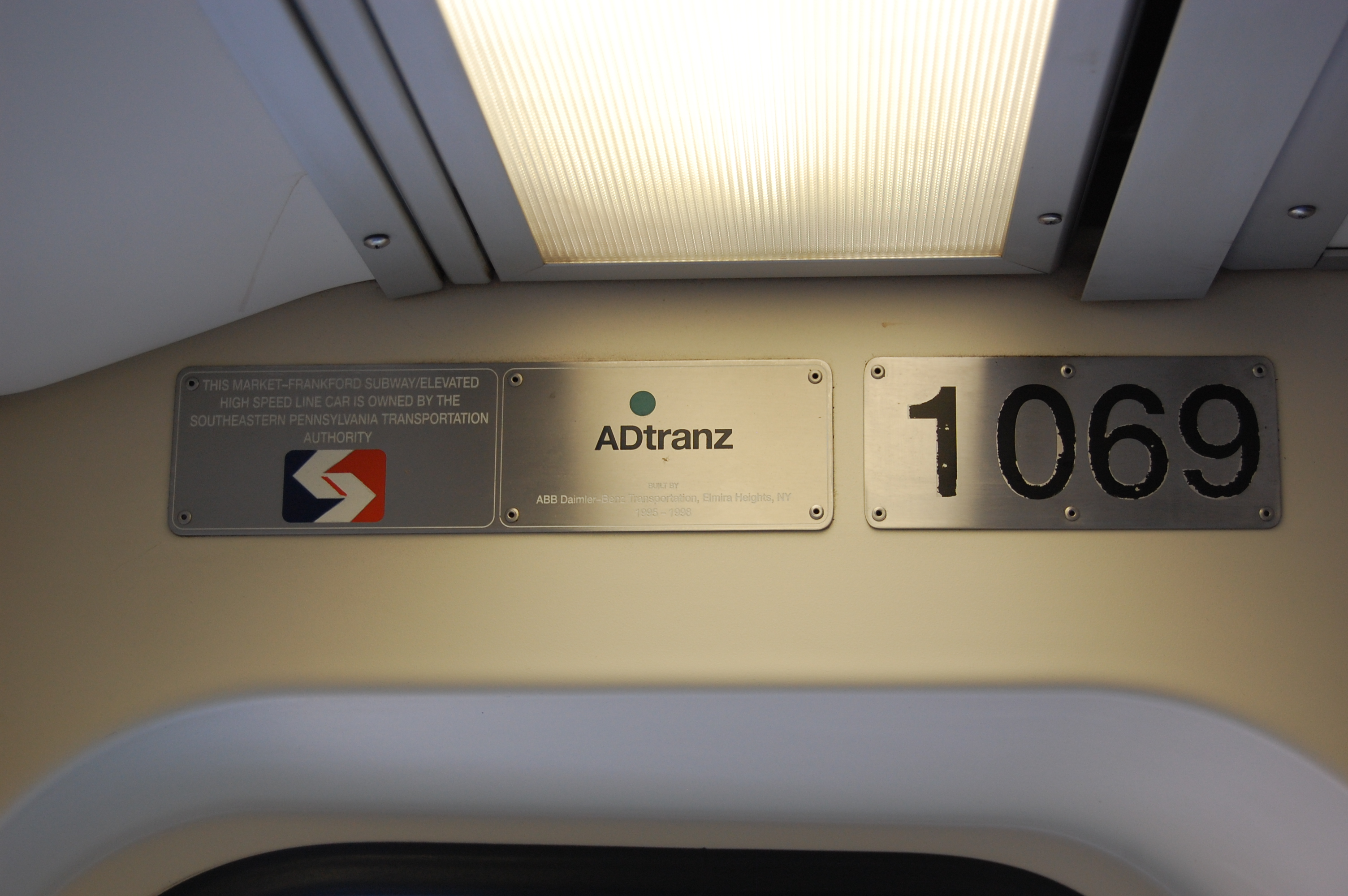
Marchio ADtranz sulla parete divisoria di un treno americano

A connotare la propria corporate identity, la ABB Daimler Benz Transportation utilizzò il marchio "Adtranz" ideato dalla Landor Associates, in cui la A e D erano le iniziali maiuscole della ABB e della Daimler; tale marchio fu di fatto assimilato al nome della società e utilizzato in sua vece.
Lo slogan dell'azienda era Adtranz - we speak railways.

### Aziende incorporate
- ABB Verkehrssysteme con associate: 
  - Allmänna Svenska Elektriska Aktiebolaget (ASEA), Svezia
  - Brown, Boveri & Cie (BBC), Baden
  - Maschinenfabrik Oerlikon (MFO), Zurigo Oerlikon
  - Henschel AG, Kassel, della Rheinstahl AG poi August Thyssen Hütte AG
  - Waggon Union, Berlino e Netphen
  - ABB Tecnomasio
- AEG Bahnfahrwegsysteme GmbH
- AEG Schienenfahrzeuge GmbH Hennigsdorf con associate:
  - LEW Hennigsdorf, Hennigsdorf
  - Bahntechnikbereich AEG Westinghouse Transport-Systeme, Berlin e Pittsburgh
  - MAN Gutehoffnungshütte Schienenverkehrstechnik, Norimberga
  - Von Roll Einschienenbahnen
- Softwarebereich von Ingenieurgesellschaft für Verkehrsplanung und Verkehrssicherung (IVV), Braunschweig (1996)
- Schindler Waggon AG (SWG/SWP), Pratteln (1997)[14]
- Pafawag, Breslavia (1997)
- Schweizerische Lokomotiv- und Maschinenfabrik (SLM), Winterthur (1998)

## Galleria d'immagini

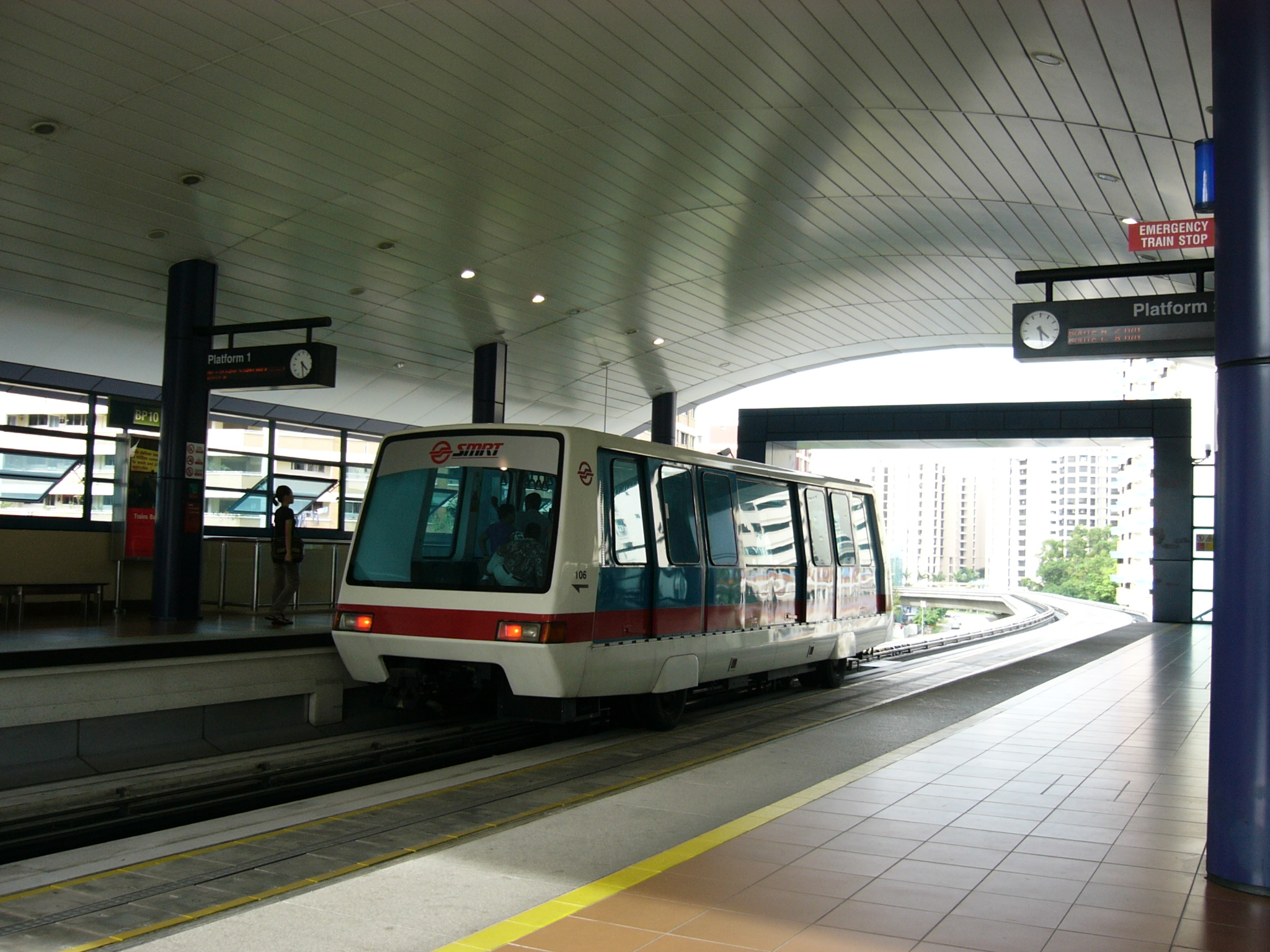
Peoplemover a Singapore)
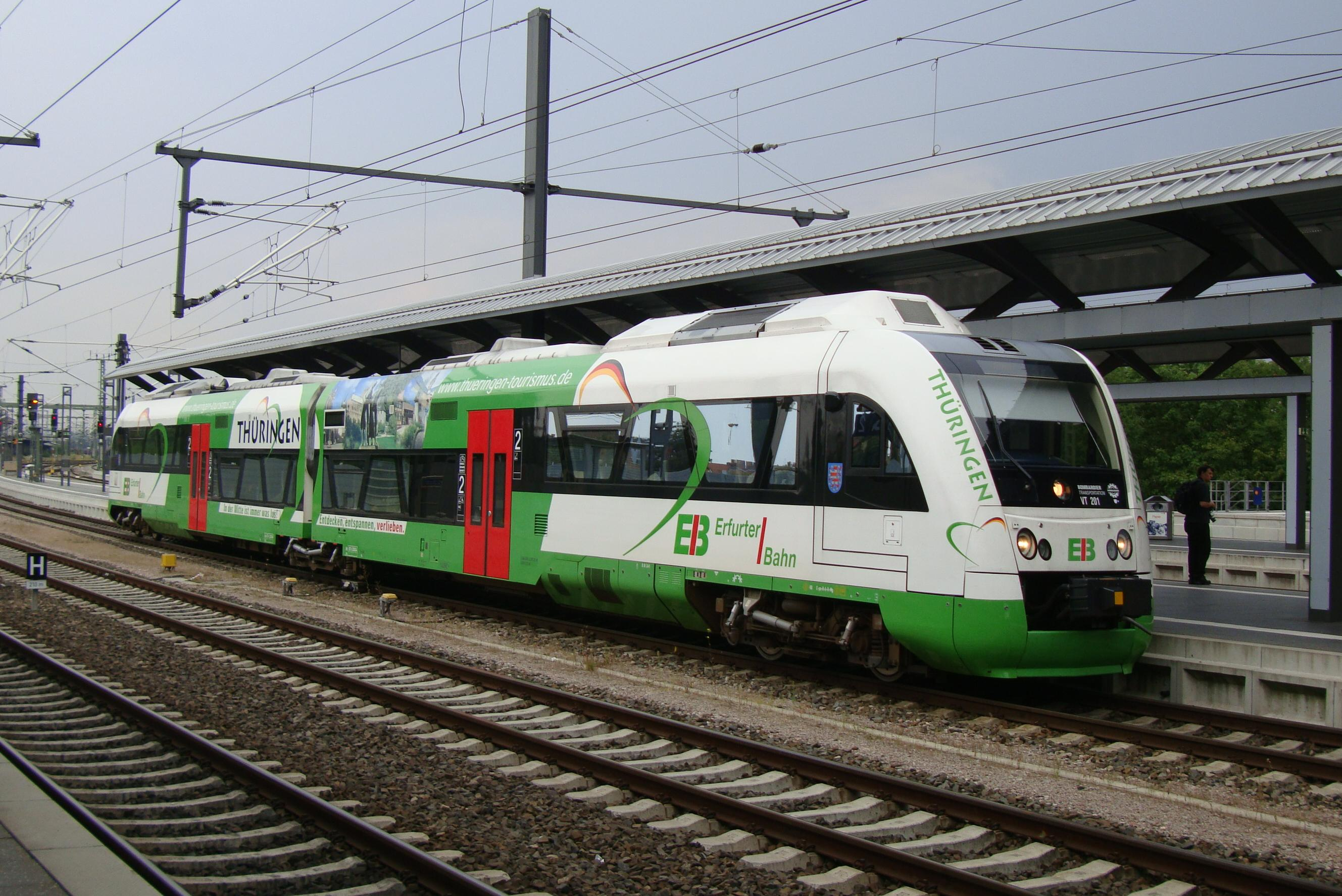
Treno regionale Itino
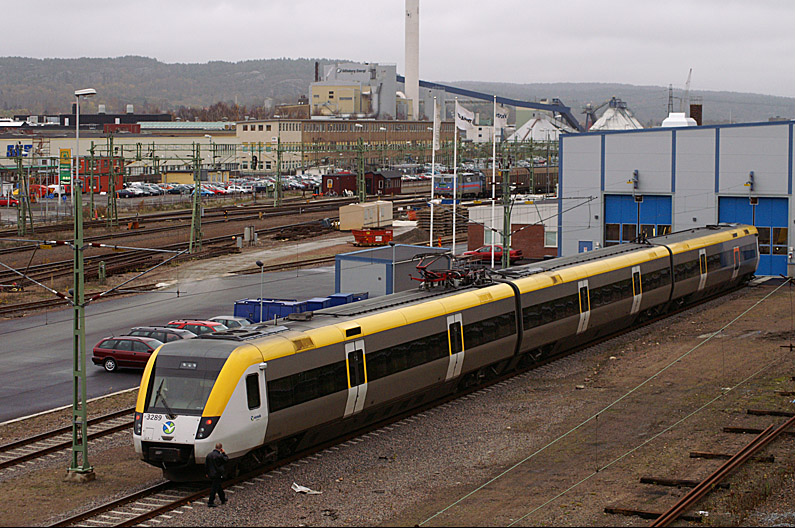
Treno Crusaris, Svezia
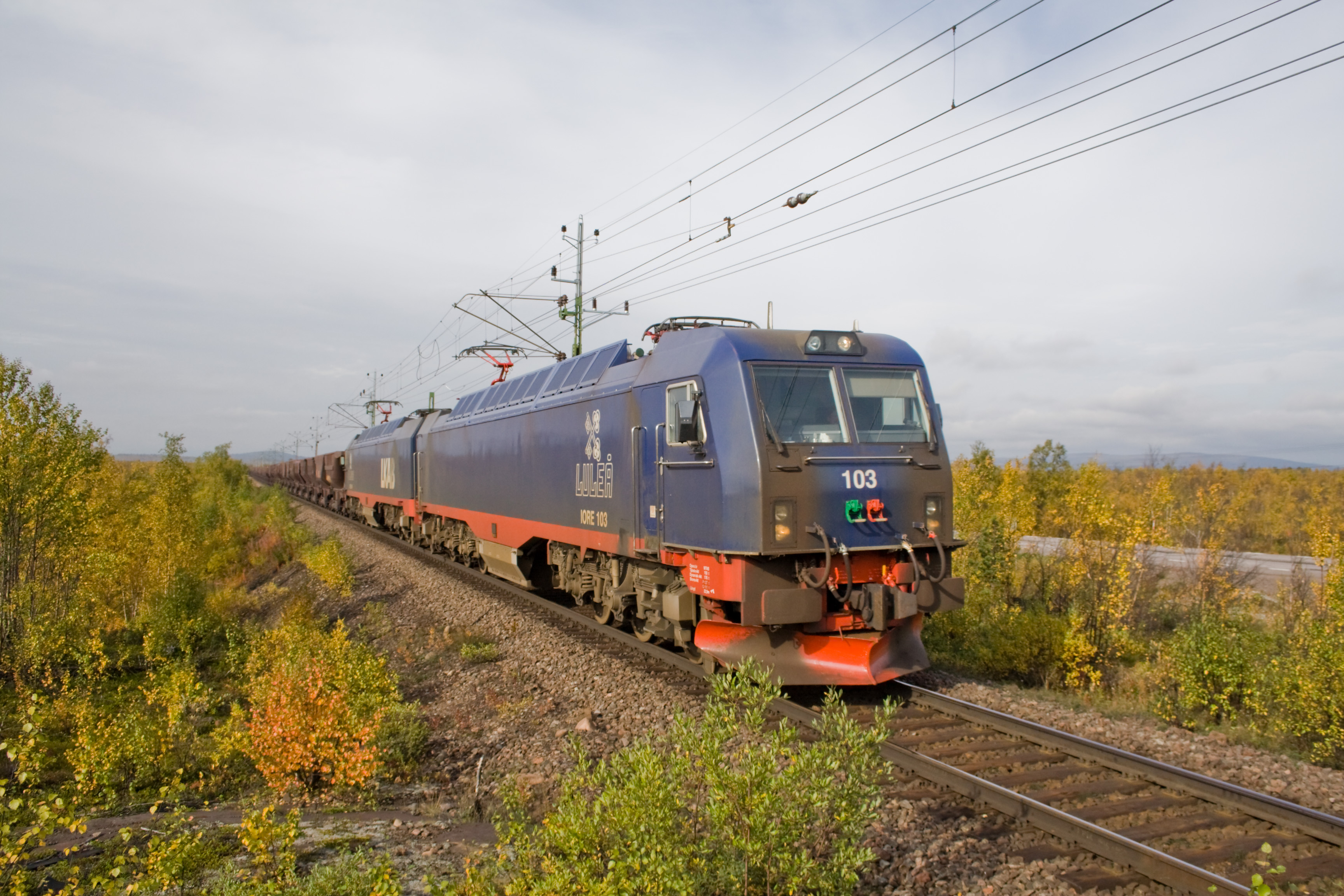
Locomotiva Octeon (Svezia)
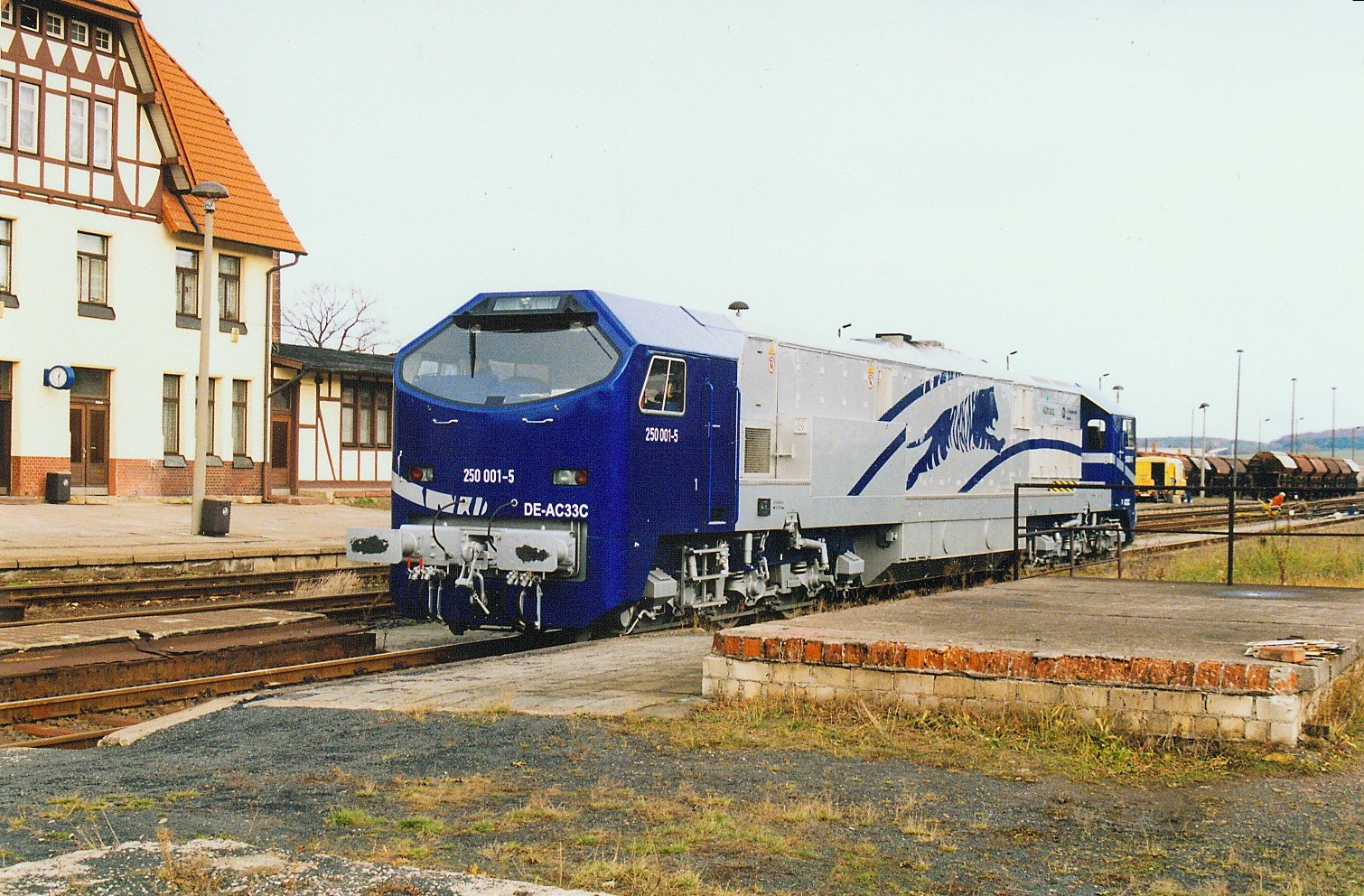
Locomotiva Diesel prototipo Blue Tiger